# Bielerhöhe
De Bielerhöhe, ook wel bekend als Silvrettapas, is een 2032 meter hoge bergpas in de Oostenrijkse Alpen. De pas ligt in het Silvretta-massief, aan de Silvretta Hochalpenstraße, welke gelegen is tussen het Montafon-dal in de deelstaat Vorarlberg en het Paznauntal in Tirol. Voor het gebruik van deze Silvretta Hochalpenstraße door motorvoertuigen is men tol verschuldigd.
Boven op de pas ligt het Silvretta-stuwmeer. Ook zijn er diverse hotels te vinden en een steunpunt van de Deutsche Alpenverein.
Vanwege de hoge ligging van de tolweg is de pas gedurende de wintermaanden (van november tot april) afgesloten voor het wegverkeer. De pashoogte is 's winters door middel van een kabelbaan te bereiken vanuit Partenen in Vorarlberg.
De pas ligt op de Europese waterscheiding tussen de Atlantische Oceaan (Rijn) en de Zwarte en Middellandse Zee (Donau).

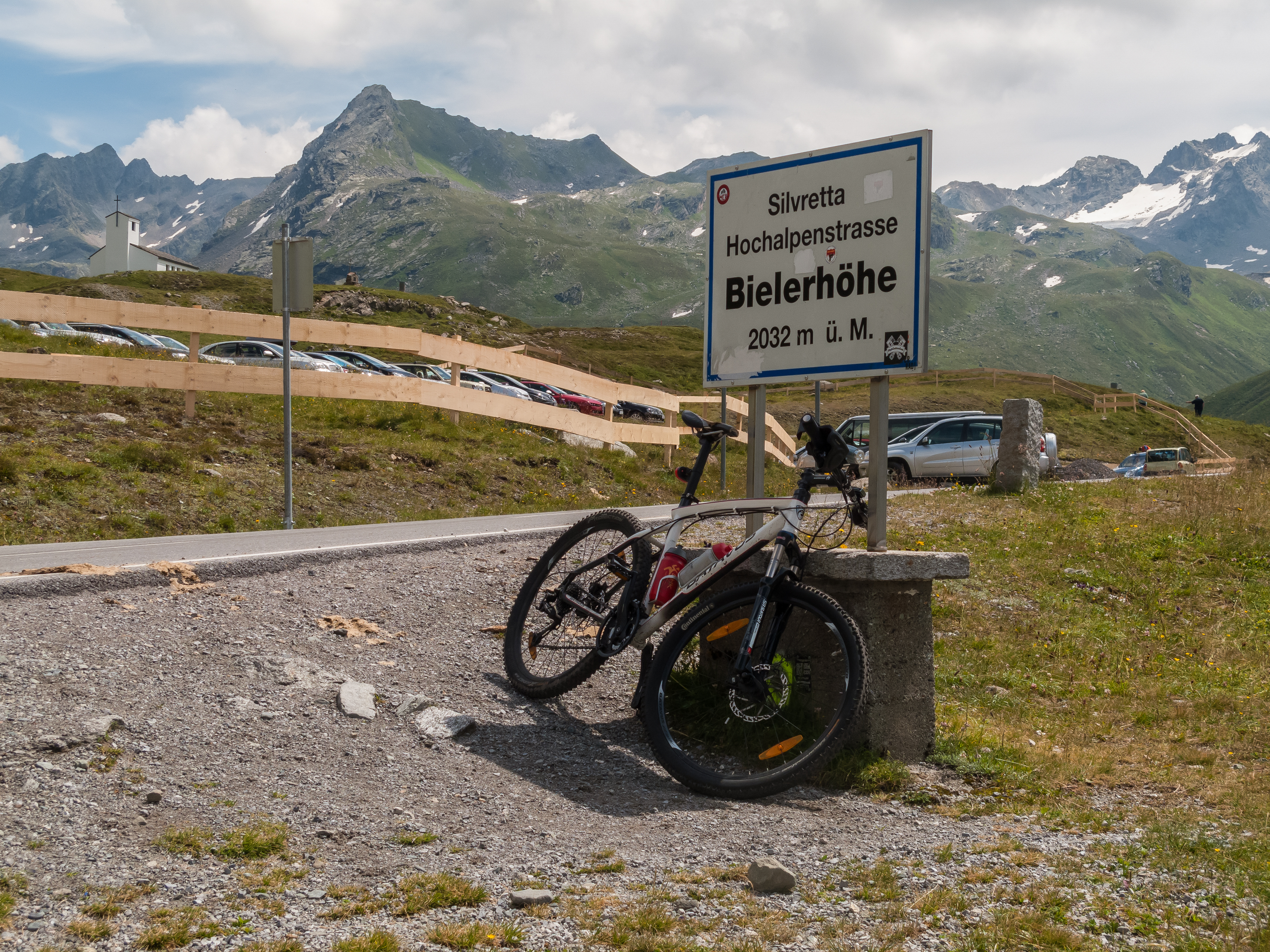
Bielerhöhe, bordje van de pas

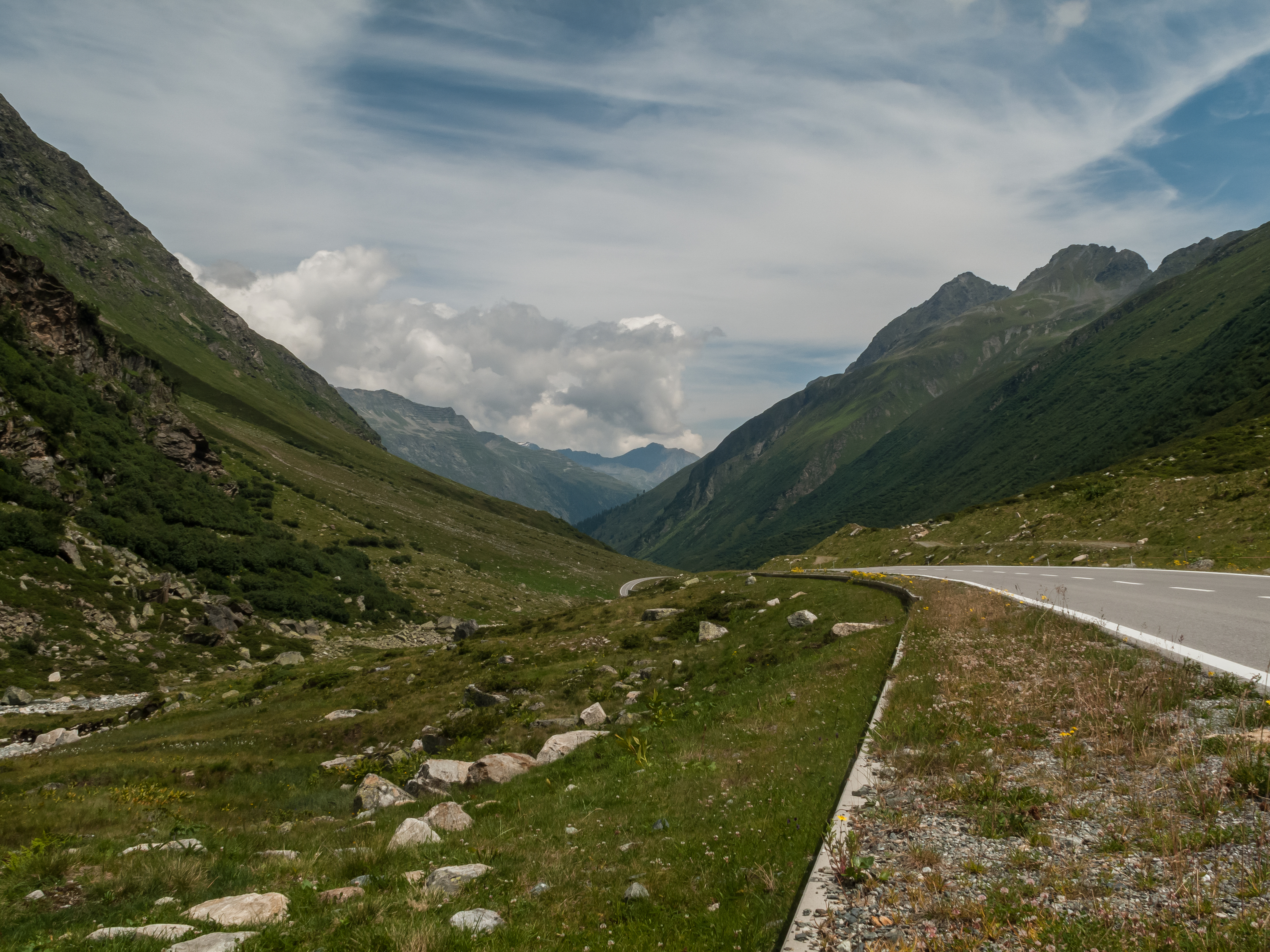
panorama tussen de Bielerhöhe en Wirl

Arlberg · Bielerhöhe · Brenner · Fern · Flexen · Gerlos · Großglockner · Hahntennjoch · Katschberg · Kühtai · Pfitscherjoch · Plöcken · Radstädter Tauern · Reschen · Seefeld · Sölk · Staller Sattel · Timmelsjoch · Triebener Tauern · Turracherhöhe · Zeinis